# Patiria miniata
Patiria miniata is een zeester uit de familie Asterinidae.
De wetenschappelijke naam van de soort werd in 1913 gepubliceerd door Addison Emery Verrill.